# Ion Mocioi
Ion Mocioi (n. 3 octombrie 1940) este un scriitor și om de cultură, ales senator  român în legislatura 1992-1996, de la 16 octombrie 1992 și până la 21 noiembrie 1996, în Circumscripția Electorală nr. 20, județul Gorj pe listele partidului PRM, Grupul parlamentar "Partida Națională" . A fost apoi deputat PRM în legislatura 2000-2004, perioada 11 decembrie 2000 - 12 decembrie 2004. În cadrul activității sale parlamentare în legislatura 2000-2004, Mocioi a fost membru în grupurile parlamentare de prietenie cu India și Regatul Suediei.

## Studii, specializări, titluri, medalii

Inmânarea medaliei "Sămănătorul" scriitorului Ion Mocioi

Liceale: Școala Medie nr. 3 Târgu Jiu (Azi Colegiul Național „Spiru Haret), bacalaureat 1959

Superioare: Facultatea de Filologie 1961 –1966, Universitatea_Babeș-Bolyai_din_Cluj.

Postuniversitare: Școala postuniversitară de perfecționare în publicistică,  București, 1971 –1973

Titluri științifice: Doctor în filozofie  titlu obținut la Universitatea din București, Facultatea de Istorie - Filozofie  1977 –1981.

Diplome:

- Înscris de onoare și gratitudine[4] (2000)
- Diplomă de Excelență[5] (2002)
- Certificat Medalie[6] (2004)
- Diplomă de Excelență[7] (2005)
- Premiul ”Niște țărani”[8] (2006)
- Pisanie Domnească[9] (2007)
- Cetățean al Europei[10] (2007)
- Diplomă de Onoare[11] (2007)
- Diplomă de Excelență[12] (2008)
- Diplomă de Excelență[13] (2009)
- Cavaler al Dacia Revival International Society[14] (2010)
- Diplomă de Excelență[15] (2010)
- Diplomă pentru premiul „Ion Pecie”[16] (2012)
- Diplomă de Excelență[17] (2014)
- Medalia «Sămănătorul Tismana».[18](2014)

## Activitate profesională
Profesor în învățământul preuniversitar / general:

- Școala Generală nr. 3, Târgu Jiu. Profesor și director de studii, 1971 –1973
- Școala Generală nr. 4, Vulcan - Petroșani , 1966 – 1990[19]
- Liceul nr. 3, Liceul nr. 5,, Târgu Jiu, 1990 –2000

Activitate în învățământul universitar:

- Profesor asociat și rector[20], al Universității Omega București, 1993 –1994
- Conferențiar universitar dr., la Faculatea de Științe Juridice și Administrative[21] a Universității „Constantin Brâncuși”, Târgu Jiu, 2002 –2009

## Activitate în viața culturală, asociativă, editorială și publicistică
Al. Doru Șerban scrie: „Ion Mocioi a condus viața culturală a județului, ca vicepreședinte în perioada, 1975 –1979 și președinte între anii, 1979 –1989. A inițiat înființarea unor instituții culturale în localitățile gorjene - muzee, case de cultură, cămine culturale, biblioteci, cinematografe, precum și numeroase manifestări culturale, unele devenite tradiționale.”

- Director al Complexului Național Constantin Brâncuși, Târgu Jiu, 1994 –1996
- Inițiatorul unor muzee: Muzeul de Artă Constantin Brâncuși, Muzeul memorial Iosif Keber, Târgu Jiu, 1992, Muzeul  [Tudor Arghezi]], Târgu Cărbunești,2007
- Inițiatorul și patronul editurilor: „Spicon”, „Drim Edit”, 1991
- Redactor la „Gazeta Gorjului”, Târgu Jiu, 1994 –1996, încadrat ca reporter special.
- Redactor (fondator) al revistei științifice anuale „Litua”, a Complexului muzeal Alexandru Ștefulescu, Târgu Jiu, 1976 –1989
- Redactor și director la revista „Gorjul literar”, serie nouă Târgu Jiu, 1983.
- Redactor și director al revistei „Opinia”, Târgu Jiu, 1991 - 1993.
- Redactor șef al revistei „Cugetarea”, București, 1991 - 1992.
- Redactor șef al revistei „Scientia” a Universității „Jiul de Sus”, Târgu Jiu, 2002 - 2006.
- Redactor șef al publicației „Săptămâna gorjeană” , Târgu Jiu, 2003 - 2004 și al revistelor „Arc”, „Bogdănel” pentru copii, „Arcade” pentru liceeni, „Gorj magazin”.
- Colaborator la „Ramuri”, „Tribuna”, „Ateneu”, „Cronica”, „Revista de filozofie”, „Vitralii” (Buzău), „Confesiuni”, „Brâncuși”, Sămănătorul Tismana, ș. a.
- Membru al Uniunii ziariștilor din România și al Uniunii Internaționale a jurnaliștilor.

## Studiul Discul de la Phaitos

Discul de la Phaitos de pe coperta-IV „Sămănătorul”-aprilie-2014

Studiul Discul de la Phaitos reprezintă prima interpretare exactă a hieroglifelor Discului de la Phaitos, descoperit în săpăturile arheologice (MM-3A) din Creta, în anul 1908, datat prin metoda C14, în perioada 1700-1650 î.e.n. Epigrafistul Ion Mocoi a fost preocupat să strângă date încă de la terminarea studiilor universitare, în 1966, ajungând la o bibliografie pe temă, de 51 studii ale unor specialiști din întreaga lume, fiecare având propria interpretare a hieroglifelor, și deci, a mesajului. Meritul cercetătorului gorjean Ion Mocioi este de a fi observat că în zona descoperirii există etnonime similare cu cele din Gorj și zona Porților de Fier. De aici, a ajuns la concluzia că în descifrarea scrierii trebuie să se bazeze pe dialectele pelasgice preelenistice. A descoperit că cele două fețe sunt scrise în idiomuri diferite, fiecare față reprezentând două  calendare, unul cu 12 luni și altul cu 18 luni. Studiul a fost publicat, în serial, în revista  ”Sămănătorul”, începând din luna aprilie, 2014 și până în luna octombrie, 2014, ultima serie (a VI-a), după cartea lui Ion Mocioi

## Scrieri, selecție
Din istoria literaturii

Mocioi Ion vorbind la o lansare de carte la Tismana

- Începuturile poeziei române culte, Editura Spicon, 1999, 2001,420 p., reeditare
- Poeți și poezie în Gorj, 2004, 364 p.
- Cu scriitorii prin Gorj, 2005, 202 p.
- Elvira Godeanu, regină a teatrului românesc, 2002, 210 p.
- Poetul Nicolae Burlănescu-Alin, 2010, 100 p.
- Poetul Ion Gheorghe Anglițoiu, Editura „Academica Brâncuși”, 2010, 160 p.
- Poetul lon Mara, Editura Drim Edit, 2004
- Poetul Părăianu Emanoil, Editura Drim Edit, 2004

Din creația literară
- Drum în timp. Poezii, 1993, 144 p.
- Fabule (după Esop), 1996, 146 p.
- Povestiri de pe Tismana, 2010, 64 p.

Brâncușiologie
- Brâncuși. Viața, Editura Spicon & Drim Edit,  Târgu Jiu, 2003, 490 p.
- Brâncuși. Opera, Editura Spicon & Drim Edit, Târgu Jiu, 2003, 538 p.
- Estetica operei lui Brâncuși, Editura Scrisul românesc, Craiova  1987, 204 p.
- Însemnări despre Brâncuși, Editura Spicon & Drim Edit, Târgu Jiu, 2004, 252 p.
- Brâncuși, Ansamblul sculptural de la Târgu-Jiu. Documentar, C.C.A.,  Deva , 1971,192 p.
- Mărturii despre Brâncuși, Editura Scrisul românesc, Craiova, 1975, 144 p.

Monografie
- Maria Lătărețu, 1980, 130 p.
- Emil Prager, 1980, 130 p.
- Alexandru Ștefulescu, 1980, 130 p.
- Ion Popescu Voitești, 1980, 130 p.

Istoria artei
- Pictorul Iosif Keber, 1980, 130 p.
- Sculptorul Iosif Schmidt - Faur, 1980, 130 p.
- Artă și artiști, Editura „Academica Brâncuși”, 2010.

Istorie
- Ecaterina Teodoroiu, Editura Scrisul Românesc, 1986

Folclor
- Cîntece de pe Tismana, Târgu Jiu,[26] 1978, 388 p.

Alte cărți
- Brâncuși în portrete, 1980, album
- Esopeia (traducere în versuri), Editura Drim Edit, 2004
- Filosofie, 1980, album
- Mocioi, Ion, Vasiescu, Virgil - Ceramica populară din Gorj, CCES al județului Gorj,  Târgu Jiu, 1974, 160 p.

## Comunicări. Studii
Comunicările la manifestările culturale și științifice sunt inserate în volumul omagial. Fiind numeroase, amintim doar că:
- Studiile și articolele despre Brâncuși[27] însumează  circa cinci pagini de titluri.
- Studiile de artă cultă și articolele din publicații[28] însumează  circa patru pagini de titluri.

Publicațiile gorjene îi publică frecvent articolele documentare, fie mai vechi, fie mai noi.

## Activitatea politică din Parlamentul României

Prezidiu la aniversarea Mocioi Ion 75: Vorbește Ion Călinoiu, președinte CJ Gorj, la dreapta Ion Cepoi, CJCPCT Gorj, Nicolae Dragoș, poet.

Ion Mocioi a activat în amândouă legislaturile în Comisia Permanentă de Politică Externă. Ca senator a fost membru plin în Delegația Parlamentului Pomâniei la Adunarea Parlamentară a Consiliului Europei de la Strasbourg iar ca deputat, membru supleant. Tot ca senator, a fost membru în grupurile parlamentare de prietenie cu India și Regatul Suediei.

A avut în parlament, 28 luări de cuvânt (în 27 ședințe), 17 declarații politice, 2 întrebari și interpelări, a participat la 10 moțiuni și a fost membru în comisiile de mediere ale inițiativelor legislative conform listei. Din intervențiile și declarațiile politice amintim: 
- Dispare satul românesc tradițional?[33]intervenție la 12 oct. 2004
- Învățământul românesc din Transnistria, în pericol[34]declarație politică la 30 mart. 2004
- Gânduri pentru Marea Unire[35]intervenție la 25 nov. 2003
- Discriminare în rândurile cadrelor didactice universitare[36]declarație la 7 oct.2003
- Gorj, un colț de țară uitat de guvernanți[37]intervenție la 8 apr. 2003
- Strămutarea ilegală a satelor din zona minieră a Gorjului[38]intervenție la 1 oct.2002
- Nerespectarea clauzelor de privatizare de către Lafarge Romcim, la fostul Combinat de ciment și azbociment Târgu Jiu[39]intervenție la 2 iun. 2002
- Modul cum se dezindustrializează un județ - Gorjul[40]intervenție la 7 mai. 2002
- Pledoarie în sensul revizuirii politicii economice a județului Gorj[41]intervenție la 16 oct. 2001

## Secvențe video cu Ion Mocioi
Adunarea aniversară Ion Mocioi, la 75 de ani (1) 

Adunarea aniversară Ion Mocioi, la 75 de ani (2) 

Medalierea de către Asociația "Semănătorul Tismana" a scriitorului Ion Mocioi